# Sonderwaffenlager Himmelpfort
Das Sonderwaffenlager Himmelpfort (auch 4001, Fichte, Lychen II oder Totschka genannt) war ein Lager für Kernwaffen der Gruppe der Sowjetischen Streitkräfte in Deutschland. Es wurde 1967/68 im Waldgebiet Himmelpforter Heide angelegt und 1990 aufgegeben. Das Sonderwaffenlager befand sich auf dem Gebiet der Gemeinde Himmelpfort, heute ein Ortsteil der Stadt Fürstenberg/Havel. Die alternative Bezeichnung Lychen II verweist auf die benachbarte Stadt Lychen.

## Geschichte
Die Nationale Volksarmee (NVA) der Deutschen Demokratischen Republik (DDR) war nicht mit Kernwaffen ausgerüstet. Im Kriegsfall sollte sie jedoch nukleare Sprengköpfe von den verbündeten Streitkräften der Sowjetunion erhalten. Die NVA verfügte über geeignete Trägersysteme für diese Sprengköpfe. Im Januar 1967 vereinbarten die Regierungen der DDR und der Sowjetunion den Bau zweier verbunkerter Sonderwaffenlager auf dem Gebiet der DDR, in denen diese Sprengköpfe durch die Sowjetunion vorgehalten werden sollten.
Im Sonderwaffenlager Stolzenhain sollten die Kernwaffen für die 3. Armee der NVA (südliche DDR) gelagert werden, während im Sonderwaffenlager Himmelpfort jene für die 5. Armee der NVA (nördliche DDR) verwahrt werden sollten. Beide Sonderwaffenlager waren baugleich und wurden nach sowjetischen Plänen durch Baupioniere der NVA errichtet. 1968 wurden die Sonderwaffenlager an die sowjetischen Streitkräfte übergeben und anschließend in Betrieb genommen. Neben diesen beiden Standorten in der DDR gab es auf dem Gebiet des Warschauer Paktes weitere baugleiche Sonderwaffenlager dieser Art, unter anderem im tschechischen Míšov.
Unmittelbar nach der Deutschen Wiedervereinigung im Jahr 1990 zog die Sowjetunion die Kernwaffen aus dem Sonderwaffenlager Himmelpfort ab. Im Dezember 1990 wurde die Anlage den deutschen Behörden übergeben. Spätestens im Juni 1991 befanden sich auf dem Gebiet der ehemaligen DDR vermutlich keine Kernwaffen mehr.
Das ehemalige Gelände des Sonderwaffenlagers Himmelpfort mit einer Fläche von 112,7 ha wurde 2010 durch den Landkreis Oberhavel erworben und renaturiert. Die beiden Lagerbunker sind erhalten geblieben; ihre Zugänge wurden verschlossen. Die übrigen Gebäude und die meisten Fahrbahnflächen wurden abgerissen sowie Fledermausquartiere angelegt.

## Aufbau
Das Sonderwaffenlager Himmelpfort bestand aus einer Wohnzone sowie einem vorderen und einem hinteren Kasernenbereich. Die Wohnzone war relativ frei zugänglich. Im vorderen Kasernenbereich befanden sich das Stabsgebäude, weitere Unterkünfte, Garagen und ein Heizwerk. Der hintere Kasernenbereich umfasste die beiden Lagerbunker für die nuklearen Sprengköpfe. Das Gelände wurde unter anderem durch getarnte Beobachtungsbunker gesichert. 
Jeder Lagerbunker ist etwa 40 m lang und 25 m breit und verfügt über eine Ladehalle, von der vier Lagerkammern abgehen. In einer Lagerkammer konnten auf einer Fläche von etwa 20 m mal 4 m bis zu 20 nukleare Sprengköpfe gelagert werden. Diese wurden in isothermischen Lager- und Transportbehältern auf dem Boden fixiert.

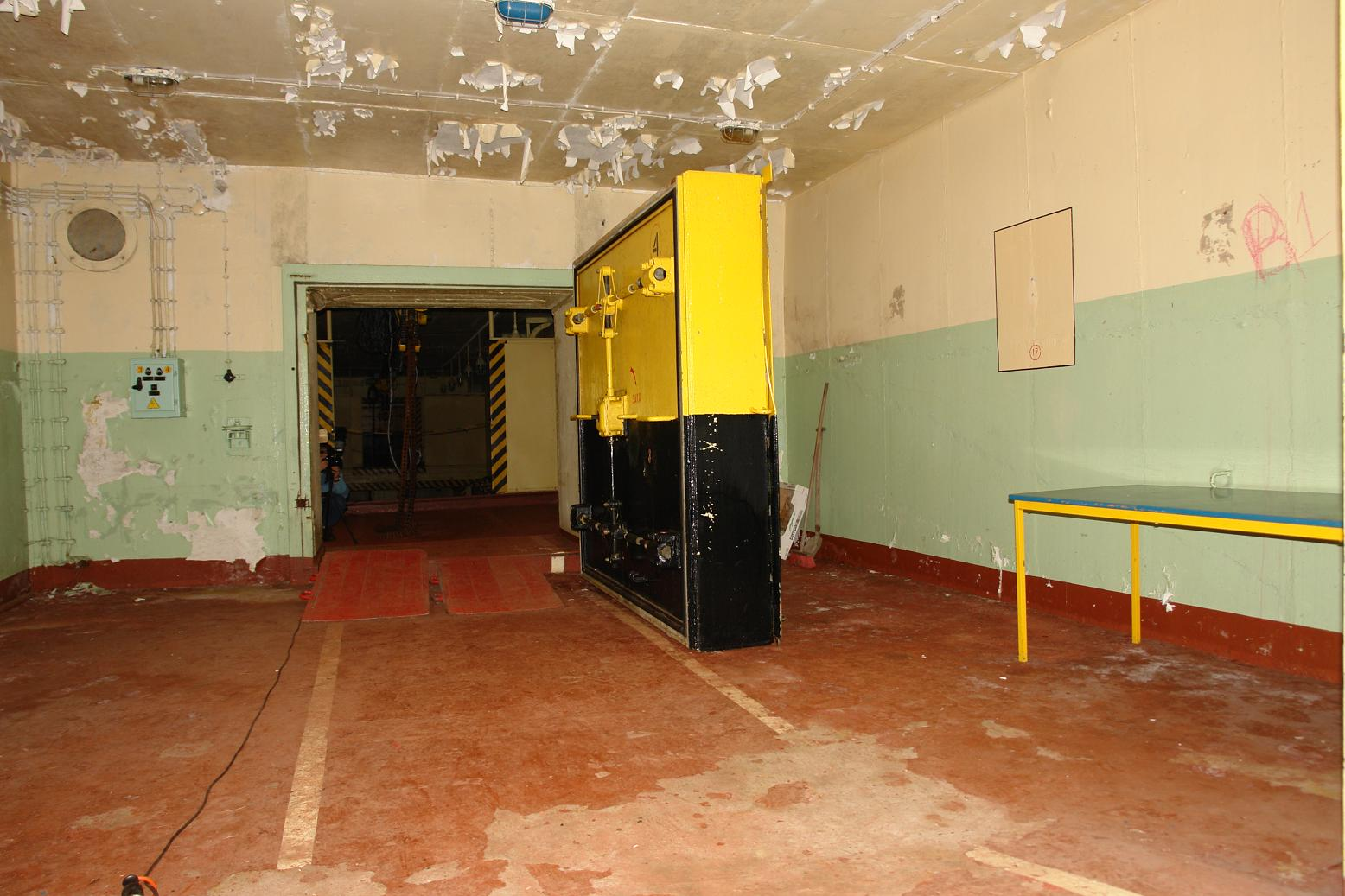
Innere Schleusentür eines Lagerbunkers
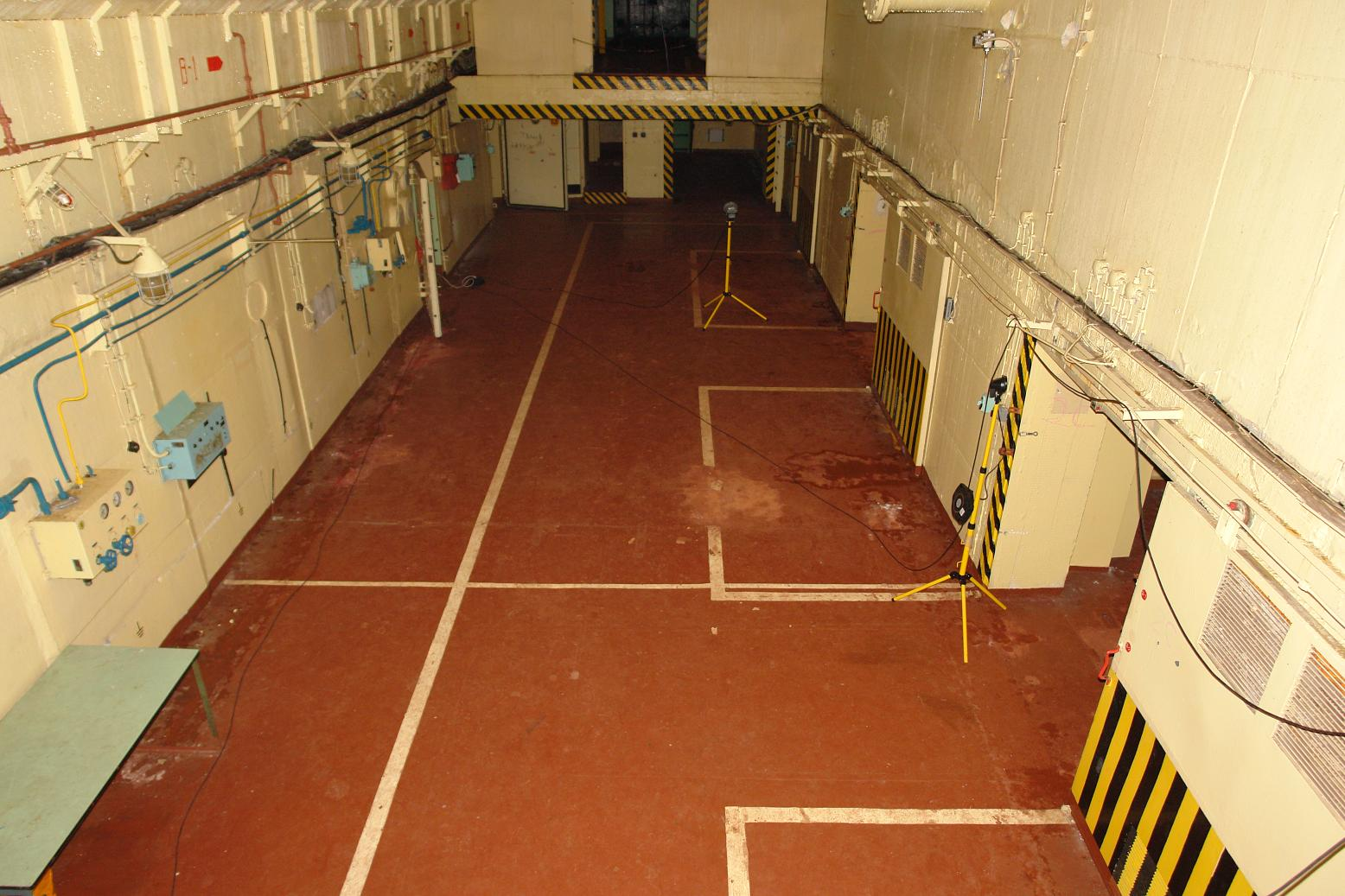
Ladehalle eines Lagerbunkers mit abgehenden Lagerkammern (rechts)
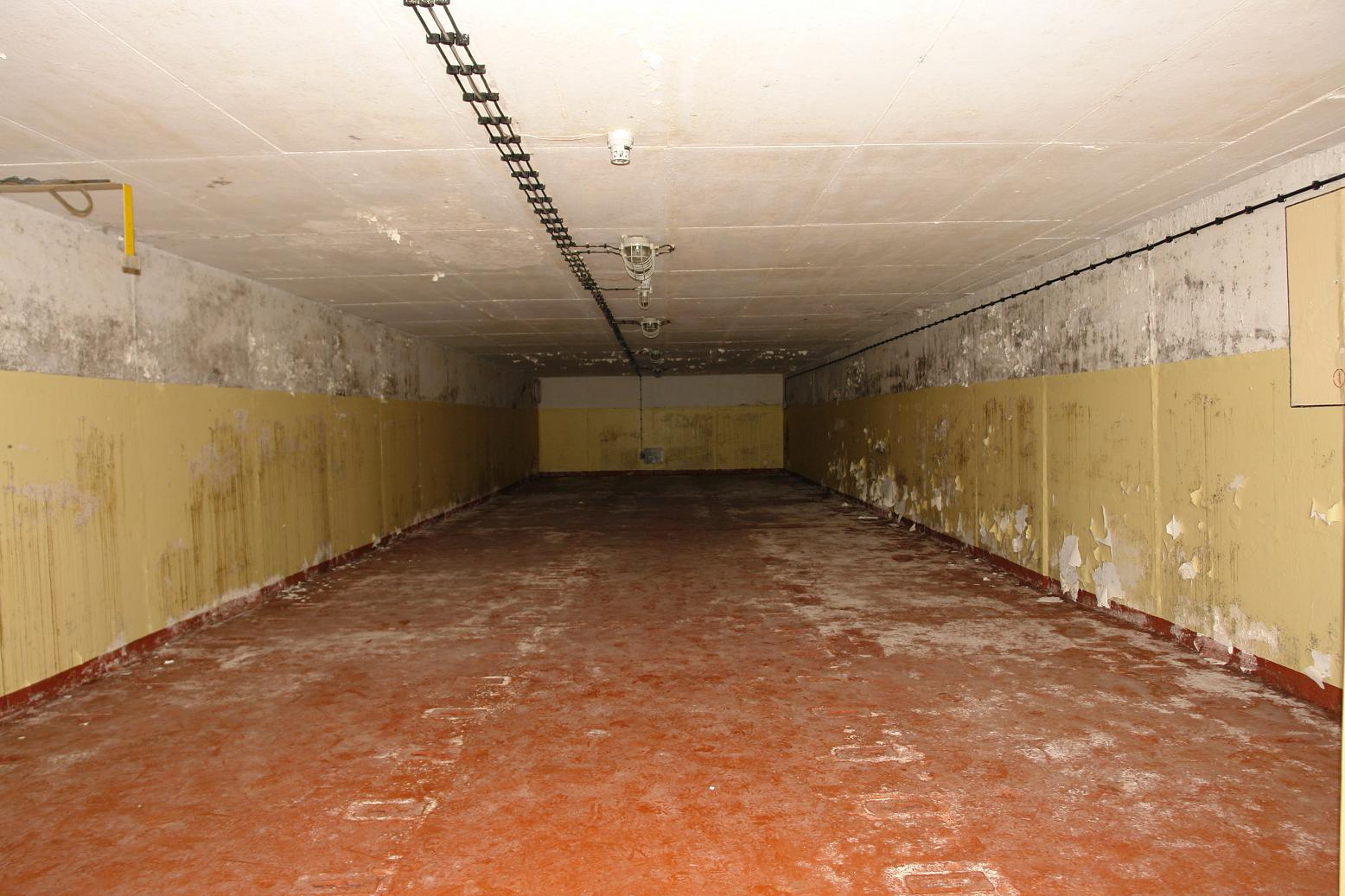
Lagerkammer für nukleare Sprengköpfe